# Pesa Link

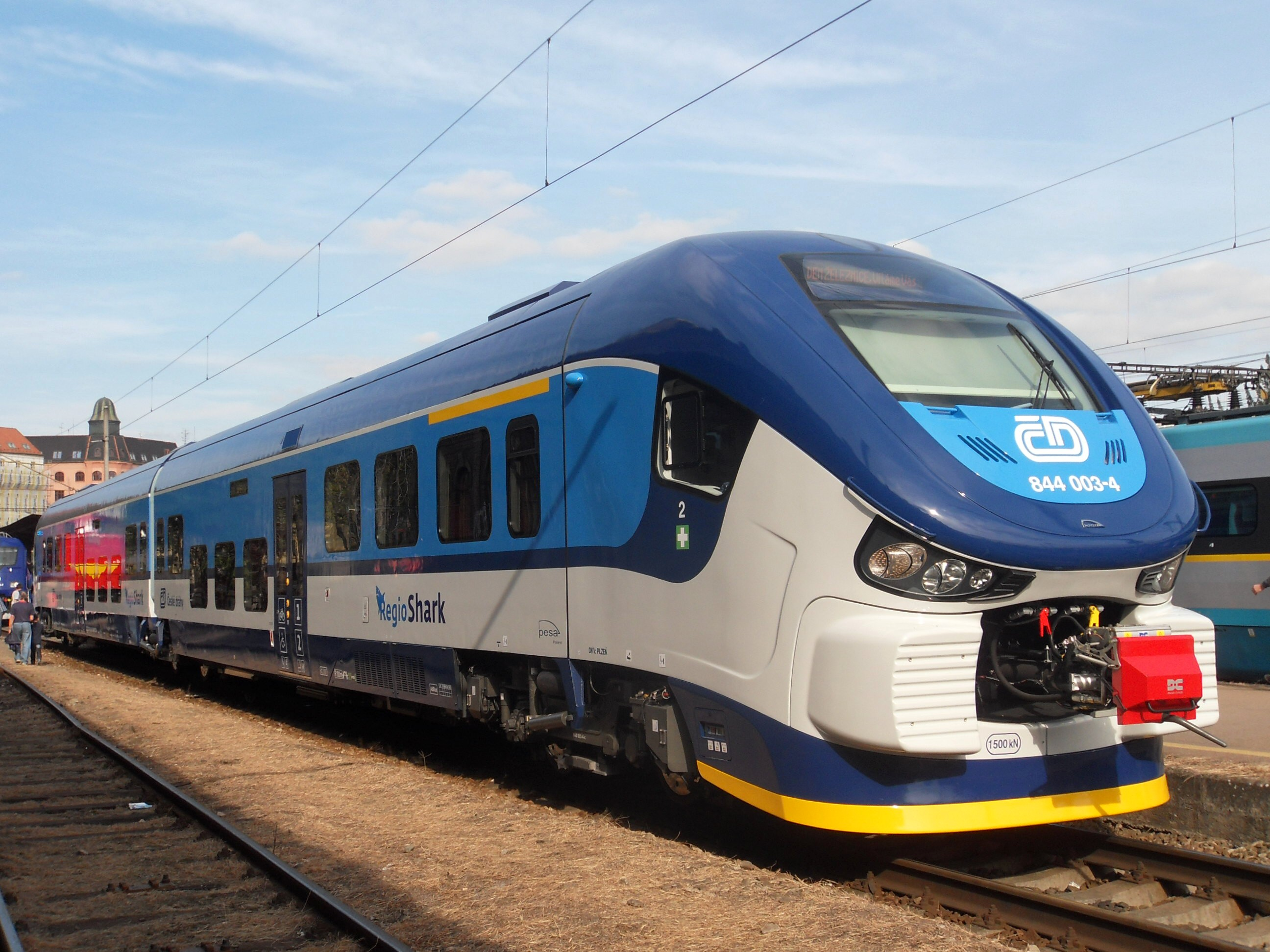
RegioShark Českých drah

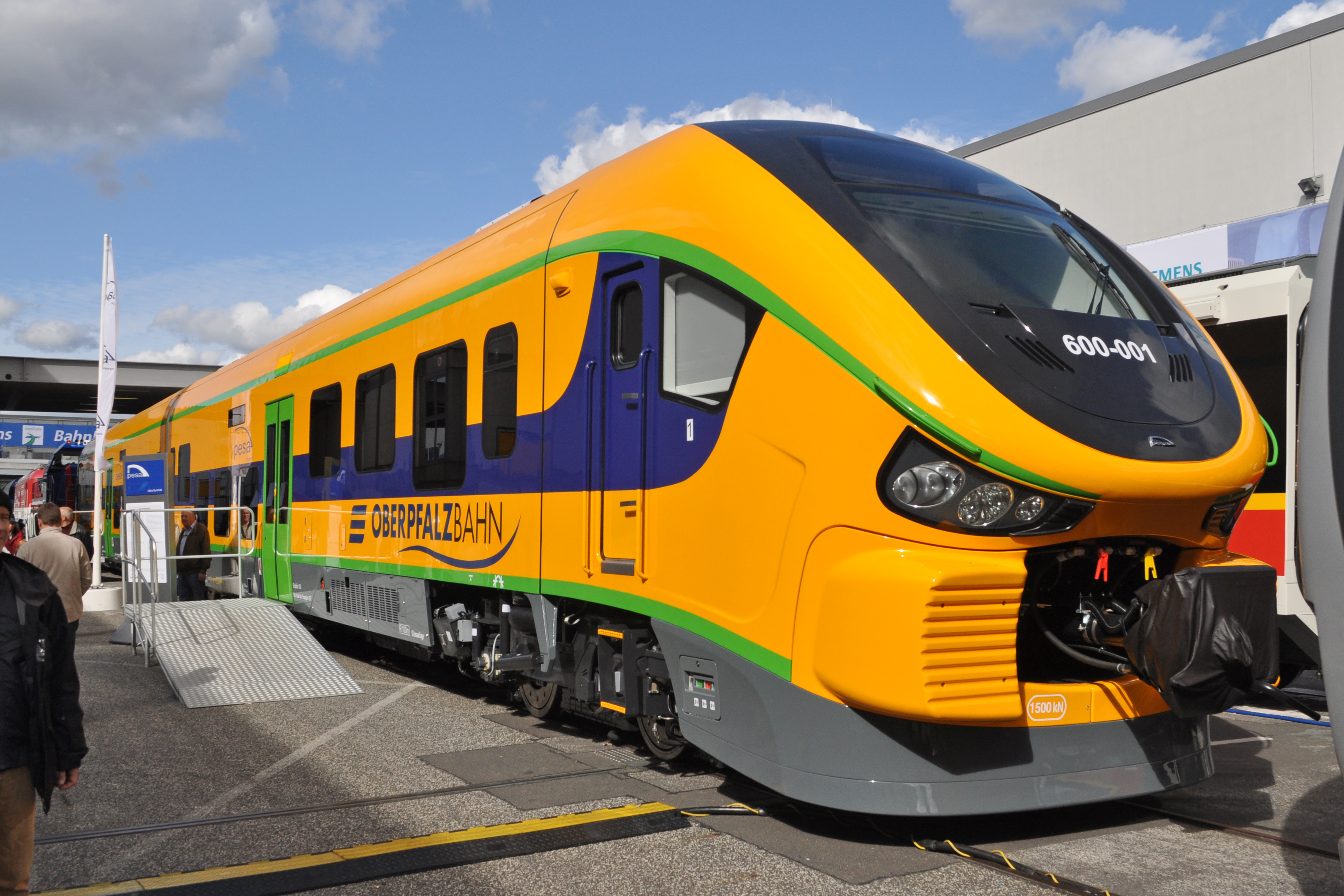
PESA Link německého dopravce Regentalbahn

PESA Link je typová rodina motorových železničních vozů a jednotek, kterou nabízí od roku 2012 polský výrobce PESA Bydgoszcz. K dosavadním zákazníkům patří České dráhy a Regentalbahn. Výrobce nabízí řadu PESA Link v jednovozové variantě (PESA Link I, motorový vůz), jako dvoudílnou jednotku PESA Link II (výrobní typové označení PESA 223M) a jako trojdílnou jednotku PESA Link III.

## Dodávky

### České dráhy
Celkem 31 dvoudílných jednotek si objednaly České dráhy. V České republice dostala dvoudílná jednotka od Drážního úřadu řadové označení 844 a u Českých drah obchodní označení RegioShark.
Varianta PESA Link I sice v červnu 2012 zvítězila ve výběrovém řízení Českých drah na 9 motorových vozů pro Pardubický kraj, ale v červenci 2012 se České dráhy rozhodly z úsporných důvodů zakázku neuzavřít.

### Polská vojvodství
V Polsku jednotky provozují polská vojvodství. Do konce roku 2015 bylo vojvodstvím předáno 18 jednotek, po 4 jednotkách měly Lubušské, Dolnoslezské a Velkopolské vojvodství, další 2 jednotky provozovalo Západopomořanské vojvodství.

### Regentalbahn
Německý dopravce Regentalbahn podepsal v prosinci 2012 smlouvu na 12 dvouvozových jednotek za 31,2 milionů €, která počítala s převzetím první jednotky 9. června 2014. Všech 12 jednotek mělo být předáno dopravci do září 2014.
První jednotka řadového označení 600 byla představena na mezinárodním železničním veletrhu InnoTrans 2012 v září 2012 v Berlíně.
Z důvodu zdlouhavého procesu schvalování však v roce 2014 nebyly jednotky předány dopravci, ten 25. února 2015 od kupní smlouvy odstoupil.
S jednotkami se počítalo na linku Regensburg - Marktredwitz - Cheb, jako náhradu za nepřevzaté jednotky dopravce objednal jednotky typu LINT od společnosti Alstom.

### Niederbarnimer Eisenbahn
Německý dopravce Niederbarnimer Eisenbahn objednal 7 dvouvozových a 2 třívozové jednotky PESA Link.

### Deutsche Bahn
Na InnoTrans 2012 podepsaly Německé dráhy (DB AG) a Pesa rámcovou smlouvu, na základě které mohou DB AG odebrat až 470 jednotek v modifikacích PESA Link I, PESA Link II a PESA Link III. Na základě smlouvy bylo do roku 2020 vyrobeno a dodáno 72 jednotek, z toho 23 dvouvozových (označovaných jako řada 632) a 49 třívozových (označovaných jako řad 633).